# Campeonato Mundial de Natação em Piscina Curta de 2016 - 50 m peito feminino
A prova dos 50 metros nado peito feminino do Campeonato Mundial de Natação em Piscina Curta de 2016 foi disputado entre 6 e 7 de dezembro no Centro WFCU em Windsor, Canadá.

## Recordes
Antes desta competição, os recordes mundiais e do campeonato nesta prova eram os seguintes:
|                       | Nome           | Nacionalidade | Tempo | Local  | Data                  |
| --------------------- | -------------- | ------------- | ----- | ------ | --------------------- |
| Recorde mundial       | Alia Atkinson  | Jamaica       | 28,64 | Tóquio | 26 de outubro de 2016 |
| Recorde do campeonato | Rūta Meilutytė | Lituânia      | 28,81 | Doha   | 3 de dezembro de 2014 |

## Medalhistas
| Ouro             | Prata               | Bronze             |
| Lilly King (USA) | Alia Atkinson (JAM) | Molly Hannis (USA) |

## Resultados

### Eliminatórias
As eliminatórias ocorreram dia 6 de dezembro com um total de 64 nadadoras.
| Colocação | Bateria | Raia | Nome                       | Nacionalidade            | Tempo   | Notas |
| --------- | ------- | ---- | -------------------------- | ------------------------ | ------- | ----- |
| 1.        | 7       | 4    | Alia Atkinson              | Jamaica                  | 29,48   | Q     |
| 2.        | 7       | 5    | Jenna Laukkanen            | Finlândia                | 29,71   | Q     |
| 3.        | 6       | 4    | Lilly King                 | Estados Unidos           | 29,84   | Q     |
| 4.        | 5       | 4    | Molly Hannis               | Estados Unidos           | 29,92   | Q     |
| 5.        | 6       | 5    | Fanny Lecluyse             | Bélgica                  | 30,06   | Q     |
| 6.        | 5       | 5    | Natalia Iwaniejewa         | Rússia                   | 30,23   | Q     |
| 7.        | 5       | 3    | Miho Teramura              | Japão                    | 30,27   | Q     |
| 8.        | 7       | 1    | Jessica Hansen             | Austrália                | 30,35   | Q     |
| 9.        | 5       | 6    | Susan Bjornsen             | Noruega                  | 30,41   | Q     |
| 10.       | 7       | 6    | Martina Carraro            | Itália                   | 30,43   | Q     |
| 11.       | 5       | 2    | Rachel Nicol               | Canadá                   | 30,52   | Q     |
| 11.       | 7       | 3    | Sophie Hansson             | Suécia                   | 30,52   | Q     |
| 13.       | 6       | 3    | Walentina Artemewa         | Rússia                   | 30,55   | Q     |
| 14.       | 5       | 1    | Misaki Sekiguchi           | Japão                    | 30,61   | Q     |
| 15.       | 7       | 2    | Hrafnhildur Lúthersdóttir  | Islândia                 | 30,64   | Q     |
| 16.       | 5       | 0    | Silja Kansakoski           | Finlândia                | 30,70   | Q     |
| 17.       | 4       | 5    | Fiona Doyle                | Irlanda                  | 30,77   |       |
| 18.       | 6       | 6    | Petra Chocová              | Chéquia                  | 30,89   |       |
| 19.       | 7       | 7    | Jessica Eriksson           | Suécia                   | 30,92   |       |
| 20.       | 6       | 1    | Shi Jinglin                | China                    | 30,99   |       |
| 20.       | 7       | 8    | Andrea Podmanikova         | Eslováquia               | 30,99   |       |
| 22.       | 5       | 7    | Macarena Ceballos          | Argentina                | 31,01   |       |
| 23.       | 7       | 0    | Martina Moravčíková        | Chéquia                  | 31,05   |       |
| 24.       | 6       | 2    | Lena Kreundl               | Áustria                  | 31,07   |       |
| 25.       | 6       | 8    | Solene Gallego             | França                   | 31,13   |       |
| 26.       | 5       | 9    | Jessica Vall               | Espanha                  | 31,17   |       |
| 26.       | 6       | 7    | Christina Nothdurfter      | Áustria                  | 31,17   |       |
| 28.       | 4       | 6    | Kierra Smith               | Canadá                   | 31,25   |       |
| 29.       | 5       | 8    | Kaylene Corbett            | África do Sul            | 31,55   |       |
| 30.       | 7       | 9    | Matilde Schroder           | Dinamarca                | 31,71   |       |
| 31.       | 4       | 4    | Yu Jingyao                 | China                    | 31,80   |       |
| 32.       | 6       | 9    | Tatiana Chisca             | Moldávia                 | 31,81   |       |
| 33.       | 4       | 7    | Jenjira Srisa-Ard          | Tailândia                | 32,07   |       |
| 34.       | 4       | 1    | Liao Man-Wen               | Taipé Chinesa            | 32,18   |       |
| 35.       | 4       | 0    | Tilka Paljk                | Zâmbia                   | 32,29   |       |
| 36.       | 4       | 3    | Roanne Ho                  | Singapura                | 32,40   |       |
| 37.       | 3       | 4    | Izzy Shne Joachim          | São Vicente e Granadinas | 32,43   |       |
| 38.       | 4       | 2    | Hannah Taleb-Bendiab       | Argélia                  | 32,75   |       |
| 39.       | 4       | 8    | Emina Pasukan              | Bósnia e Herzegovina     | 32,81   |       |
| 40.       | 6       | 0    | Lei On Kei                 | Macau                    | 33,29   |       |
| 41.       | 4       | 9    | Leili Tilvadyeva           | Quirguistão              | 33,38   |       |
| 42.       | 3       | 5    | Chade Nersicio             | Curaçau                  | 33,51   |       |
| 43.       | 3       | 1    | Cheang Weng Lam            | Macau                    | 33,55   |       |
| 44.       | 3       | 7    | Hamida Nefsi               | Argélia                  | 33,71   |       |
| 45.       | 3       | 0    | Melisa Zhdrella            | Kosovo                   | 34,00   |       |
| 46.       | 3       | 2    | Sofia Lopez                | Paraguai                 | 34,07   |       |
| 47.       | 3       | 3    | Naomy Grand-Pierre         | Haiti                    | 34,22   |       |
| 48.       | 3       | 6    | Sophia Ortiz               | Paraguai                 | 34,76   |       |
| 49.       | 1       | 5    | Mahfuza Khatun             | Bangladesh               | 35,30   |       |
| 50.       | 3       | 9    | Tilali Scanlan             | Samoa Americana          | 35,34   |       |
| 51.       | 2       | 7    | Colleen Furgeson           | Ilhas Marshall           | 35,37   |       |
| 52.       | 3       | 8    | Jang Myong Gyong           | Coreia do Norte          | 35,78   |       |
| 53.       | 2       | 3    | Tiareth Cijntje            | Curaçau                  | 36,08   |       |
| 54.       | 2       | 5    | Cecilia Medina             | Honduras                 | 37,04   |       |
| 55.       | 2       | 2    | Niharika Tuladhar          | Nepal                    | 37,94   |       |
| 56.       | 2       | 6    | Kejsi Delli                | Albânia                  | 38,65   |       |
| 57.       | 2       | 8    | Annie Hepler               | Ilhas Marshall           | 38,85   |       |
| 58.       | 2       | 0    | Anthea Mudanye             | Uganda                   | 40,48   |       |
| 59.       | 2       | 4    | Angel de Jesus             | Marianas Setentrionais   | 41,15   |       |
| 60.       | 2       | 9    | Tayamika Chang'anamuno     | Malawi                   | 44,13   |       |
| 61. !     | 1       | 3    | Angelika Ouedraogo         | Burquina Fasso           | 99,99 ! | DNS   |
| 61. !     | 1       | 4    | Bunturabie Jalloh          | Serra Leoa               | 99,99 ! | DNS   |
| 61. !     | 1       | 6    | Laila Zangwio              | Gana                     | 99,99 ! | DNS   |
| 61. !     | 2       | 1    | Nazlati Mohamed Andhumdine | Comores                  | 99,99 ! | DNS   |

### Semifinal
A semifinal  ocorreu dia 6 de dezembro.

#### Semifinal 1
| Colocação | Raia | Nome               | Nacionalidade  | Tempo | Notas |
| --------- | ---- | ------------------ | -------------- | ----- | ----- |
| 1.        | 5    | Molly Hannis       | Estados Unidos | 29,88 | Q     |
| 2.        | 4    | Jenna Laukkanen    | Finlândia      | 30,06 | Q     |
| 3.        | 6    | Jessica Hansen     | Austrália      | 30,22 | Q     |
| 4.        | 3    | Natalia Iwaniejewa | Rússia         | 30,30 | Q     |
| 5.        | 8    | Silja Kansakoski   | Finlândia      | 30,39 |       |
| 6.        | 2    | Martina Carraro    | Itália         | 30,43 |       |
| 7.        | 7    | Sophie Hansson     | Suécia         | 30,70 |       |
| 8.        | 1    | Misaki Sekiguchi   | Japão          | 30,80 |       |

#### Semifinal 2
| Colocação | Raia | Nome                      | Nacionalidade  | Tempo | Notas |
| --------- | ---- | ------------------------- | -------------- | ----- | ----- |
| 1.        | 4    | Alia Atkinson             | Jamaica        | 29,09 | Q     |
| 2.        | 5    | Lilly King                | Estados Unidos | 29,17 | Q,    |
| 3.        | 3    | Fanny Lecluyse            | Bélgica        | 30,17 | Q     |
| 4.        | 2    | Susan Bjornsen            | Noruega        | 30,33 | Q     |
| 5.        | 6    | Miho Teramura             | Japão          | 30,35 |       |
| 6.        | 7    | Rachel Nicol              | Canadá         | 30,38 |       |
| 7.        | 8    | Hrafnhildur Lúthersdóttir | Islândia       | 30,47 |       |
| 8.        | 1    | Walentina Artemewa        | Rússia         | 30,49 |       |

### Final
A final teve sua disputa realizada em 7 de dezembro.
| Colocação         | Raia | Nome               | Nacionalidade  | Tempo | Notas            |
| ----------------- | ---- | ------------------ | -------------- | ----- | ---------------- |
| Medalha de ouro   | 5    | Lilly King         | Estados Unidos | 28,92 | Recorde nacional |
| Medalha de prata  | 4    | Alia Atkinson      | Jamaica        | 29,11 |                  |
| Medalha de bronze | 3    | Molly Hannis       | Estados Unidos | 29,58 |                  |
| 4.                | 6    | Jenna Laukkanen    | Finlândia      | 29,72 |                  |
| 5.                | 1    | Natalia Iwaniejewa | Rússia         | 30,14 |                  |
| 6.                | 8    | Susan Bjornsen     | Noruega        | 30,28 |                  |
| 7.                | 7    | Jessica Hansen     | Austrália      | 30,43 |                  |
| 8.                | 2    | Fanny Lecluyse     | Bélgica        | 30,45 |                  |

Legenda
| Recorde mundial       | Recorde mundial (World record)               |                       | Recorde africano                      | Recorde africano (African) |                                           | Q | Classificado por posição (Qualified) |
| Recorde do campeonato | Recorde do campeonato (Championship record)  | Recorde da América    | Recorde da América (Americas)         | q                          | Classificado por melhor tempo (Qualified) |   |                                      |
| Melhor marca do ano   | Melhor marca do ano (World leading)          | Recorde asiático      | Recorde asiático (Asian)              | DNS                        | Não largou (Did not start)                |   |                                      |
| Recorde nacional      | Recorde nacional (National record)           | Recorde europeu       | Recorde europeu (European)            | DNF                        | Não terminou (Did not finish)             |   |                                      |
| Recorde pessoal       | Recorde pessoal do atleta (Personal best)    | Recorde da Oceania    | Recorde da Oceania (Oceania)          | DSQ / DQ                   | Desclassificado (Disqualified)            |   |                                      |
| Recorde da temporada  | Recorde da temporada do atleta (Season best) | Recorde sul-americano | Recorde sul-americano (South America) | NM                         | Sem marca (No mark)                       |   |                                      |